# Distretto di San Antón
Il distretto di San Antón è un distretto del Perù, facente parte della provincia di Azángaro, nella regione di Puno.